# End of the Beginning
"End of the Beginning" es una canción de la banda británica Black Sabbath, del álbum 13. De acuerdo al bajista Geezer Butler, la canción habla sobre el peligro que conlleva la tecnología para el futuro de la raza humana.
"End of the Beginning" fue utilizada en un capítulo de la serie CSI: Crime Scene Investigation, en el que la banda hizo una aparición estelar.

## Personal
- Ozzy Osbourne - voz
- Tony Iommi - guitarra
- Geezer Butler - bajo
- Brad Wilk - batería